# Aeropuerto Internacional de Malé
Aeropuerto Internacional Ibrahim Nassir (IATA: MLE, OACI: VRMM), más conocido como el Aeropuerto Internacional de Malé, anteriormente conocida como Aeropuerto Hulhulé, es el principal aeropuerto internacional en el país de Maldivas. Se encuentra ubicado en la isla Hulhule en el norte del Atolón de Malé, cerca de la capital de la isla.
Hoy en día, el Aeropuerto Internacional Ibrahim Nassir está muy bien comunicado con los aeropuertos más importantes del mundo, la mayoría de la puerta de entrada principal a las Maldivas para los turistas. Por otra parte, a pesar de la mejora del  Aeropuerto Gan a la norma internacional, el Aeropuerto de Ibrahim Nasir es actualmente el único aeropuerto internacional activo en el país.

## Aerolíneas y destinos

### Destinos nacionales
| Ciudad       | Nombre del aeropuerto                   | Aerolíneas        |
| ------------ | --------------------------------------- | ----------------- |
| Dharavandhoo | Aeropuerto de Dharavandhoo              | Flyme / Maldivian |
| Fuvammulah   | Aeropuerto de Fuvammulah                | Maldivian         |
| Gan          | Aeropuerto Internacional de Gan         | Maldivian         |
| Hanimaadhoo  | Aeropuerto Internacional de Hanimaadhoo | Maldivian         |
| Kaadedhdhoo  | Aeropuerto de Kaadedhdhoo               | Maldivian         |
| Kadhdhoo     | Aeropuerto de Kadhdhoo                  | Maldivian         |
| Kooddoo      | Aeropuerto de Kooddoo                   | Maldivian         |
| Maamingili   | Aeropuerto Internacional Villa          | Flyme             |
| Thimarafushi | Aeropuerto de Thimarafushi              | Maldivian         |

### Destinos internacionales
| Ciudades por país      | Nombre del aeropuerto                               | Aerolíneas                                                             | Aeronaves | Frecuencias semanales |      |
| Asia                   | Asia                                                | Asia                                                                   | Asia      | Asia                  | Asia |
| ---------------------- | --------------------------------------------------- | ---------------------------------------------------------------------- | --------- | --------------------- | ---- |
| Arabia Saudita         |                                                     |                                                                        |           |                       |      |
| Riad                   | Aeropuerto Internacional Rey Khalid                 | Saudia                                                                 |           |                       |      |
| Bangladés              |                                                     |                                                                        |           |                       |      |
| Daca                   | Aeropuerto Internacional de Daca-Hazrat Shahjalal   | Maldivian                                                              |           |                       |      |
| China                  |                                                     |                                                                        |           |                       |      |
| Changsha               | Aeropuerto Internacional de Changsha-Huanghua       | Maldivian                                                              |           |                       |      |
| Chengdú                | Aeropuerto Internacional de Chengdú-Shuangliu       | Maldivian Sichuan Airlines                                             |           |                       |      |
| Chongqing              | Aeropuerto Internacional de Chongqing-Jiangbei      | Maldivian                                                              |           |                       |      |
| Fuzhou                 | Aeropuerto Internacional de Fuzhou                  | Maldivian                                                              |           |                       |      |
| Guangzhou              | Aeropuerto Internacional de Cantón-Baiyun           | China Southern Airlines                                                |           |                       |      |
| Kunming                | Aeropuerto Internacional de Kunming-Changshui       | China Eastern Airlines                                                 |           |                       |      |
| Nankín                 | Aeropuerto Internacional de Nankín-Lukou            | Maldivian                                                              |           |                       |      |
| Pekín                  | Aeropuerto Internacional de Pekín-Daxing            | Beijing Capital Airlines                                               |           |                       |      |
| Wuhan                  | Aeropuerto Internacional de Wuhan-Tianhe            | Maldivian                                                              |           |                       |      |
| Xi'an                  | Aeropuerto Internacional de Xi'an-Xianyang          | Maldivian                                                              |           |                       |      |
| Corea del Sur          |                                                     |                                                                        |           |                       |      |
| Seúl                   | Aeropuerto Internacional Incheon                    | Korean Air                                                             |           |                       |      |
| Emiratos Árabes Unidos |                                                     |                                                                        |           |                       |      |
| Abu Dabi               | Aeropuerto Internacional de Abu Dabi                | Etihad Airways                                                         |           |                       |      |
| Dubái                  | Aeropuerto Internacional de Dubái                   | Emirates flydubai                                                      | B737      |                       |      |
| Hong Kong              |                                                     |                                                                        |           |                       |      |
| Hong Kong              | Aeropuerto Internacional de Hong Kong               | Cathay Pacific                                                         |           |                       |      |
| India                  |                                                     |                                                                        |           |                       |      |
| Bangalore              | Aeropuerto Internacional Kempegowda                 | Air India                                                              |           |                       |      |
| Cochín                 | Aeropuerto Internacional de Cochín                  | SpiceJet                                                               |           |                       |      |
| Chennai                | Aeropuerto Internacional de Chennai                 | Maldivian                                                              |           |                       |      |
| Delhi                  | Aeropuerto Internacional Indira Gandhi              | Air India Maldivian                                                    |           |                       |      |
| Ranchi                 | Aeropuerto Internacional Birsa Munda                | Air India Maldivian                                                    |           |                       |      |
| Thiruvananthapuram     | Aeropuerto Internacional de Trivandrum              | Air India Maldivian                                                    |           |                       |      |
| Malasia                |                                                     |                                                                        |           |                       |      |
| Kuala Lumpur           | Aeropuerto Internacional de Kuala Lumpur            | AirAsia                                                                | A3xx      |                       |      |
| Catar                  |                                                     |                                                                        |           |                       |      |
| Doha                   | Aeropuerto Internacional Hamad                      | Qatar Airways                                                          |           |                       |      |
| Singapur               |                                                     |                                                                        |           |                       |      |
| Singapur               | Aeropuerto Internacional de Singapur                | Singapore Airlines Tiger Airways                                       |           |                       |      |
| Sri Lanka              |                                                     |                                                                        |           |                       |      |
| Colombo                | Aeropuerto Internacional Bandaranaike               | China Eastern Airlines Emirates flydubai Korean Air SriLankan Airlines | B737 A3xx |                       |      |
| Tailandia              |                                                     |                                                                        |           |                       |      |
| Bangkok                | Aeropuerto Internacional Don Mueang                 | Maldivian                                                              |           |                       |      |
| Bangkok                | Aeropuerto Internacional Suvarnabhumi               | Thai Airways                                                           |           |                       |      |
| Europa                 |                                                     |                                                                        |           |                       |      |
| España                 |                                                     |                                                                        |           |                       |      |
| Madrid                 | Aeropuerto Adolfo Suárez Madrid-Barajas             | Iberia                                                                 |           |                       |      |
| Alemania               |                                                     |                                                                        |           |                       |      |
| Fráncfort del Meno     | Aeropuerto Internacional de Fráncfort del Meno      | Condor Lufthansa                                                       |           |                       |      |
| Francia                |                                                     |                                                                        |           |                       |      |
| París                  | Aeropuerto Internacional de París-Charles de Gaulle | Air France                                                             |           |                       |      |
| Reino Unido            |                                                     |                                                                        |           |                       |      |
| Londres                | Aeropuerto de Londres-Gatwick                       | British Airways                                                        |           |                       |      |
| Rusia                  |                                                     |                                                                        |           |                       |      |
| Moscú                  | Aeropuerto Internacional de Moscú-Sheremetyevo      | Aeroflot                                                               |           |                       |      |
| Turquía                |                                                     |                                                                        |           |                       |      |
| Estambul               | Aeropuerto de Estambul                              | Turkish Airlines                                                       |           |                       |      |

### Destinos Estacionales
| Ciudades por país  | Nombre del aeropuerto                          | Aerolíneas                               | Aeronaves | Frecuencias semanales |      |
| Asia               | Asia                                           | Asia                                     | Asia      | Asia                  | Asia |
| ------------------ | ---------------------------------------------- | ---------------------------------------- | --------- | --------------------- | ---- |
| China              |                                                |                                          |           |                       |      |
| Shanghái           | Aeropuerto Internacional de Shanghái-Pudong    | Shanghai Airlines                        |           |                       |      |
| Irán               |                                                |                                          |           |                       |      |
| Teherán            | Aeropuerto Internacional Imán Jomeini          | Mahan Air (Chárter)                      |           |                       |      |
| Uzbekistán         |                                                |                                          |           |                       |      |
| Taskent            | Aeropuerto Internacional de Taskent            | Uzbekistan Airways                       |           |                       |      |
| Europa             |                                                |                                          |           |                       |      |
| Alemania           |                                                |                                          |           |                       |      |
| Fráncfort del Meno | Aeropuerto Internacional de Fráncfort del Meno | Lufthansa operado por Lufthansa CityLine |           |                       |      |
| Austria            |                                                |                                          |           |                       |      |
| Viena              | Aeropuerto de Viena-Schwechat                  | Austrian Airlines                        |           |                       |      |
| España             |                                                |                                          |           |                       |      |
| Madrid             | Aeropuerto Adolfo Suárez-Madrid Barajas        | Iberia                                   |           |                       |      |
| Italia             |                                                |                                          |           |                       |      |
| Milán              | Aeropuerto de Milán-Malpensa                   | Neos                                     | B7x7      |                       |      |
| Roma               | Aeropuerto de Roma-Fiumicino                   | Neos                                     | B7x7      |                       |      |
| Reino Unido        |                                                |                                          |           |                       |      |
| Londres            | Aeropuerto de Londres-Gatwick                  | British Airways                          |           |                       |      |
| Londres            | Aeropuerto de Londres-Heathrow                 | SriLankan Airlines                       | A3xx      |                       |      |
| Rusia              |                                                |                                          |           |                       |      |
| Moscú              | Aeropuerto Internacional de Moscú-Vnúkovo      | Azur Air                                 | B757-200  |                       |      |
| Suiza              |                                                |                                          |           |                       |      |
| Zúrich             | Aeropuerto Internacional de Zürich             | Edelweiss Air                            | A340-313X |                       |      |
| Ucrania            |                                                |                                          |           |                       |      |
| Kiev               | Aeropuerto Internacional de Kiev               | Azur Air Ukraine                         |           |                       |      |